# Gorillas in the Mist
Gorillas in the Mist is een Amerikaanse film uit 1988 gebaseerd op het leven van Dian Fossey. Het scenario van de film werd geschreven door Anna Hamilton Phelan aan de hand van artikelen van Alex Shoumatoff en Harold T. P. Hayes, en een verhaal van Tab Murphy. De regie was in handen van Michael Apted. Hoofdrollen worden vertolkt door Sigourney Weaver, Bryan Brown, Julie Harris en John Omirah Miluwi.
De film werd genomineerd voor meerdere Oscars, waaronder die voor beste actrice, beste filmmontage, beste muziek en beste scenario.

## Verhaal
Dian Fossey, een vrouw uit Kentucky, wordt door antropoloog Louis Leakey geïnspireerd om haar leven te gaan wijden aan de studie van primaten. Ze reist af naar Afrika, en raakt al snel gefascineerd door de zeldzame berggorilla’s in de jungle van Rwanda. Ze gaat zo op in haar werk, dat ze haar relatie met National Geographic-fotograaf Bob Campbell ervoor opgeeft.
Fossey komt al snel in contact met de illegale handel in gorillahuiden, en dringt er bij de Rwandese overheid op aan hier iets aan te doen. Ze slaan haar aanbod af daar volgens hen stroperij de enige bron van inkomen is voor enkele Rwandezen. Ze besluit daarom het heft in eigen hand te nemen. Ze gaat zelfs zo ver dat ze een dorp van stropers platbrandt. Aan haar actie komt abrupt een einde wanneer ze onder mysterieuze omstandigheden wordt vermoord op 26 december 1985.

## Rolverdeling
| Acteur                | Personage        |
| --------------------- | ---------------- |
| Sigourney Weaver      | Dian Fossey      |
| Bryan Brown           | Bob Campbell     |
| Julie Harris          | Roz Carr         |
| John Omirah Miluwi    | Sembagare        |
| Iain Cuthbertson      | Dr. Louis Leakey |
| Constantin Alexandrov | Van Vecten       |
| Waigwa Wachira        | Mukara           |
| Iain Glen             | Brendan Hello    |
| David Lansbury        | Larry            |
| Maggie O'Neill        | Kim              |

## Achtergrond
Regisseur Michael Apted wilde voor de film zo veel mogelijk echte gorilla’s gebruiken, maar dat was voor bepaalde scènes niet mogelijk. Voor deze scènes werden acteurs in gorillakostuums ingezet. De kostuums bleken lastig te maken, vooral daar ze niet te onderscheiden mochten zijn van de echte gorilla’s. Uiteindelijk was het Rick Baker die met geschikte pakken kwam.
Jessica Lange kreeg eerst de hoofdrol aangeboden, maar sloeg dit af.

## Muziek
De filmmuziek werd gecomponeerd door Maurice Jarre.

## Prijzen en nominaties
| jaar | prijs             | categorie                                    | genomineerde(n)                             | uitslag     |
| ---- | ----------------- | -------------------------------------------- | ------------------------------------------- | ----------- |
| 1989 | Academy Award     | Beste actrice                                | Sigourney Weaver                            | genomineerd |
| 1989 | Academy Award     | Beste filmmontage                            | Stuart Baird                                | genomineerd |
| 1989 | Academy Award     | Beste muziek                                 | Maurice Jarre                               | genomineerd |
| 1989 | Academy Award     | Beste geluid                                 | Andy Nelson, Brian Saunders, Peter Handford | genomineerd |
| 1989 | Academy Award     | Beste scenario, gebaseerd op andere media    | Anna Hamilton Phelan, Tab Murphy            | genomineerd |
| 1989 | Golden Globe      | Beste originele muziek – film                | Maurice Jarre                               | gewonnen    |
| 1989 | Golden Globe      | Beste actrice in een film – drama            | Sigourney Weaver                            | gewonnen    |
| 1989 | Golden Globe      | Beste film – drama                           | -                                           | genomineerd |
| 1989 | Golden Reel Award | beste geluidsmontage                         | -                                           | gewonnen    |
| 1989 | WGA Award         | beste scenario gebaseerd op een ander medium | Anna Hamilton Phelan, Tab Murphy            | genomineerd |
| 1990 | BAFTA Film Award  | beste cinematografie                         | John Seale, Alan Root                       | genomineerd |
| 1990 | Genesis Award     | Feature Film                                 | -                                           | gewonnen    |